# Gargīʿān

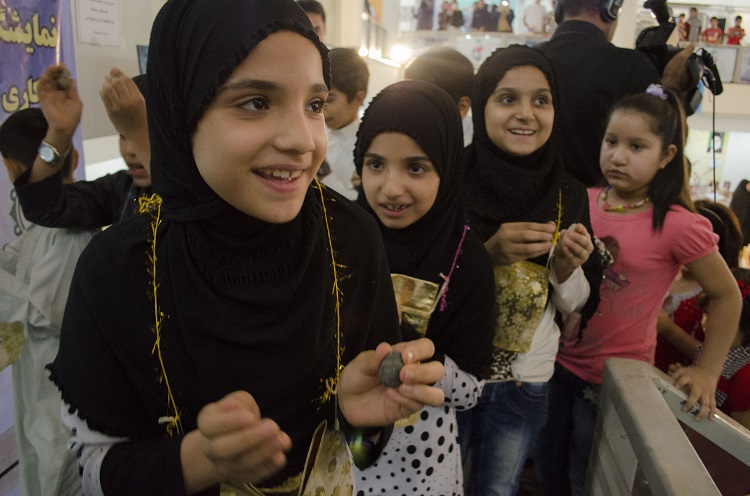
Gargīʿān-Zeremonie im Museum für zeitgenössische Kunst in Ahvaz

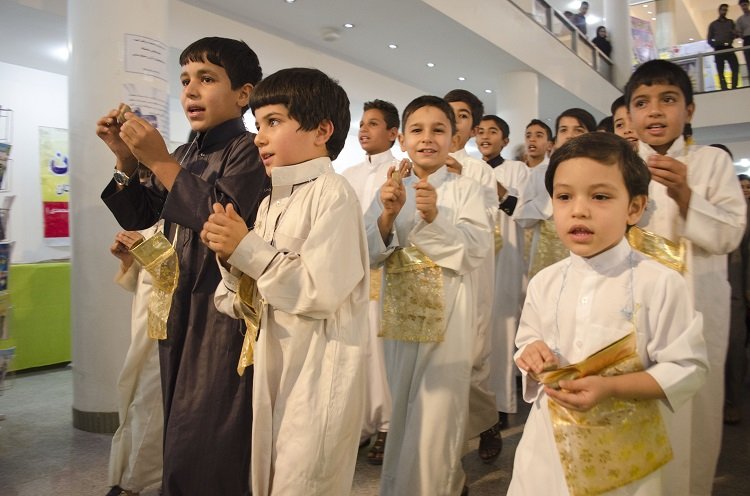
Gargīʿān-Zeremonie im Museum für zeitgenössische Kunst in Ahvaz

Gargīʿān (arabisch قرقيعان, DMG Qarqīʿān, persisch گرگیعان) bzw. Gargāʿūn (arabisch قرقاعون, DMG Qarqāʿūn), auch Gorgiean, ist eine traditionelle Zeremonie arabischer Muslime in den Regionen Chuzestan und Ahvaz in Iran, im Irak, in Bahrain, Kuwait, Saudi-Arabien und in den Vereinigten Arabischen Emiraten. Das Ritual, dessen Ursprung im Ramadan liegt, ist bereits viele hundert Jahre alt.

## Ablauf
Im islamischen Kalender wird das Ritual jeweils in der 15. Nacht des Monats Schaʿbān und des Monats Ramadan abgehalten. Kinder gehen dabei in traditioneller Garderobe „verkleidet“ von Haustür zu Haustür und singen traditionelle arabische Lieder. Im Gegenzug dafür erhalten sie von den Bewohnern Nüsse oder Süßigkeiten.
Obwohl äußerlich starke Ähnlichkeiten zu Halloween oder dem in Teilen von Deutschland verbreiteten Martinisingen bzw. Martinssingen vorhanden sind, gehen alle Bräuche auf verschiedene Ursprünge zurück, die Traditionen sind nicht verwandt.

## Namen
Dem ursprünglichen Namen „Qarqīʿān“ entsprechen in Iran „Grgiean“, in Bagdad „Majiene“ oder „Kokiean“, in Bahrain „Qorqaun“, in Katar „Qarnqve“, in Kuwait und Saudi-Arabien „Qarieqan“, in Oman „Qarnqschve“ und in den Vereinigten Arabischen Emiraten „Haq Allyle“.